# Euphorbia inderiensis
Euphorbia inderiensis är en törelväxtart som beskrevs av Christian Friedrich Lessing, Grigorij Silych Karelin och Ivan Petrovich Kirilov. Euphorbia inderiensis ingår i släktet törlar, och familjen törelväxter. Inga underarter finns listade i Catalogue of Life.